# Jakob Ziemnicki

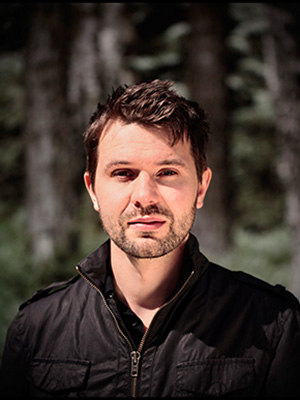
Jakob Ziemnicki

Jakob „Kuba“ Ziemnicki (* 1975 in Danzig, Polen) ist ein deutsch-polnischer Filmregisseur und Drehbuchautor.

## Leben
Kurz vor Proklamation des Kriegsrechts emigrierte Ziemnickis Familie nach Deutschland. Seit 1980 wuchs Jakob Ziemnicki in Köln auf, wo er seine Begeisterung für Film entdeckte. Zusammen mit Philipp Stennert begann er zu Schulzeiten auf dem Gymnasium Kreuzgasse Kurzfilme zu drehen. 1998 folgte der erste Langfilm „Dark“. Für 10.000 DM drehte er zusammen mit Philipp Stennert und Sascha Verhey einen 90-minütigen Spielfilm, der u. a. auf dem Fantasy-Filmfest gezeigt wurde.
Von 1998 bis 2004 studierte Jakob Ziemnicki Spielfilm-Regie und Drehbuch an der Filmakademie Baden-Württemberg. Dort entstanden die Filme „Der Ball ist verdammt rund“, „Et kütt wie et kütt“ und „Tompson Musik“. „Tompson Musik“ nach der Kurzgeschichte „Hunter Tompson Musik“ aus „Sommerhaus später“ von Judith Hermann war sein Diplomfilm. Er wurde 2004 für den First Steps Award und den Prix Europa nominiert. Zugleich war es die erste Verfilmung einer Kurzgeschichte von Judith Hermann.
Neben Drehbüchern und Stoffentwicklungen hat Ziemnicki eine Episode des Spielfilms 1. Mai – Helden bei der Arbeit realisiert. Der Film hatte auf der Berlinale 2008 seine Premiere als Eröffnungsfilm der Perspektive Deutsches Kino und lief danach in den deutschen Kinos.
2010 drehte Ziemnicki seinen Kinofilm Polnische Ostern, eine deutsch-polnische Tragikomödie. In den Hauptrollen spielen Henry Hübchen, Grażyna Szapołowska, Adrian Topol, Paraschiva Dragus, Barbara Wysocka, Waléra Kanischtscheff und Leonie Brandis. Koproduzentin war das ZDF – Das kleine Fernsehspiel, gefördert von der FFA, dem DFF und der Filmförderung Hamburg & Schleswig-Holstein. Der Film wurde 2011 im Wettbewerb des Max Ophüls Preis Filmfestivals in Saarbrücken mit großem Erfolg uraufgeführt. Danach startet er am 12. Mai bundesweit in den Kinos. Er erreichte bei 20 Kopien rund 50.000 Kinobesucher und gilt damit als Achtungserfolg. Im November 2011 erschien die DVD, auf der zahlreiches Bonusmaterial zu finden ist, wie Deleted Scenes, ein Audiokommentar mit Henry Hübchen und Jakob Ziemnicki, Outtakes u. a.
2015 drehte er die erste Folge des neuen deutsch-polnischen RBB-Polizeirufes 110: Grenzgänger, der nun in Frankfurt (Oder)/Słubice spielt. Der Film entstand in enger Zusammenarbeit mit dem polnischen Fernsehen TVP1. Vor der Kamera wirkte ein deutsch-polnisches Ensemble mit. Darunter: Maria Simon, Lucas Gregorowicz, Danuta Stenka, Manfred Zapatka, Christoph Luser, Barbara Wysocka, Nilam Farooq, Husam Chadat, Robert Gonera u. a.
Der Film erlebte seine Premiere als Eröffnungsfilm des 25. Filmfestivals Cottbus. Damit wollte das Festival die Besonderheit dieser deutsch-polnischen Zusammenarbeit hervorheben.
Die Ausstrahlung des Films fand am 20. Dezember 2015 nahezu zeitgleich in Deutschland und Polen statt. Das hat es in der Geschichte beider Länder noch nicht gegeben. Die Zuschauer-Quote dies. und jenseits der Oder war sehr gut. Mit 7,51 Millionen Zuschauern und einen Marktanteil von 21,4 % war Grenzgänger einer der erfolgreichsten Polizeirufe 2015. In Polen sahen den Film 1,8 Millionen Zuschauer bei einem Marktanteil von 13,8 %.
2017 folgte Polizeiruf 110: Das Beste für mein Kind, den vierten Fall von Lenski und Raczek. Erneut schrieb er das Drehbuch (zusammen mit Elke Rössler) und führte Regie. Neben Maria Simon und Lucas Gregorowicz spielten auch Katharina Heyer, Tobias Oertel und die beiden polnischen Kino Stars Agnieszka Grochowska und Piotr Stramowski die Hauptrollen. Der Film erhielt überaus positive Kritiken.
Die Erstausstrahlung von Das Beste für mein Kind am 3. Dezember 2017 wurde in Deutschland von 7,68 Millionen Zuschauern gesehen und erreichte einen Marktanteil von 20,8 % für Das Erste.
2019 schrieb und drehte Ziemnicki den Film Todesengel. Der Film basiert auf dem Roman Walküre von Craig Russell und ist die fünfte Verfilmung der Geschichten um Kriminalkommissar Jan Fabel, gespielt von Peter Lohmeyer. Weitere Darsteller sind Ina Paule Klink, Anne Ratte-Polle, Julia Richter, Manfred Zapatka, Stephanie Japp, Proschat Madani und Hans Löw. Gedreht wurde der Film im Frühjahr 2019 in Hamburg. Die Ausstrahlung in der ARD erfolgte am 15. Dezember 2019 auf Grund der FSK erst um 21:45 Uhr. Der Film erreichte 3,56 Mio Zuschauer, bei einer Quote von 14 % bei allen und 1,32 Mio bei den 14–59-Jährigen.
2021–22 schrieb er zusammen mit Thomas André Szabó das Öko-Krimi-Drama „Wolfsjagd“. Die Dreharbeiten fanden im Sommer 2022 in Berlin und Brandenburg statt. Die Hauptrollen der Sara Janhnke spielte Maria Simon. Es war insgesamt bereits die dritte Zusammenarbeit von Ziemnicki und Simon. In weitern Hauptrollen sind Jacob Matschenz, Jörg Schüttauf, Anna-Lena Schwing u. a. zu sehen.
Ausstrahlung in der ARD war der 30. September 2023 um 20:15. Wolfsjagd holte sich mit 5,25 Mio und 22 % souverän den Tagessieg. Und erreichte 1,38 Mio, also 14,5 % bei den 14–59-Jährigen.

## Filmografie
- 1998 Dark (Regie und Drehbuch)
- 2000 Der Ball ist verdammt rund (Regie)
- 2002 Et kütt wie et kütt (Regie)
- 2004: Tompson Musik (Regie)
- 2008: 1. Mai – Helden bei der Arbeit (Regie und Drehbuch)
- 2010: Polnische Ostern (Regie und Drehbuch)
- 2015: Polizeiruf 110: Grenzgänger (Regie und Drehbuch)
- 2017: Polizeiruf 110: Das Beste für mein Kind (Regie und Drehbuch)
- 2019: Todesengel (Regie und Drehbuch)
- 2023: Wolfsjagd (Regie und Drehbuch)